# Olympische Sommerspiele 1956/Leichtathletik – Weitsprung (Frauen)

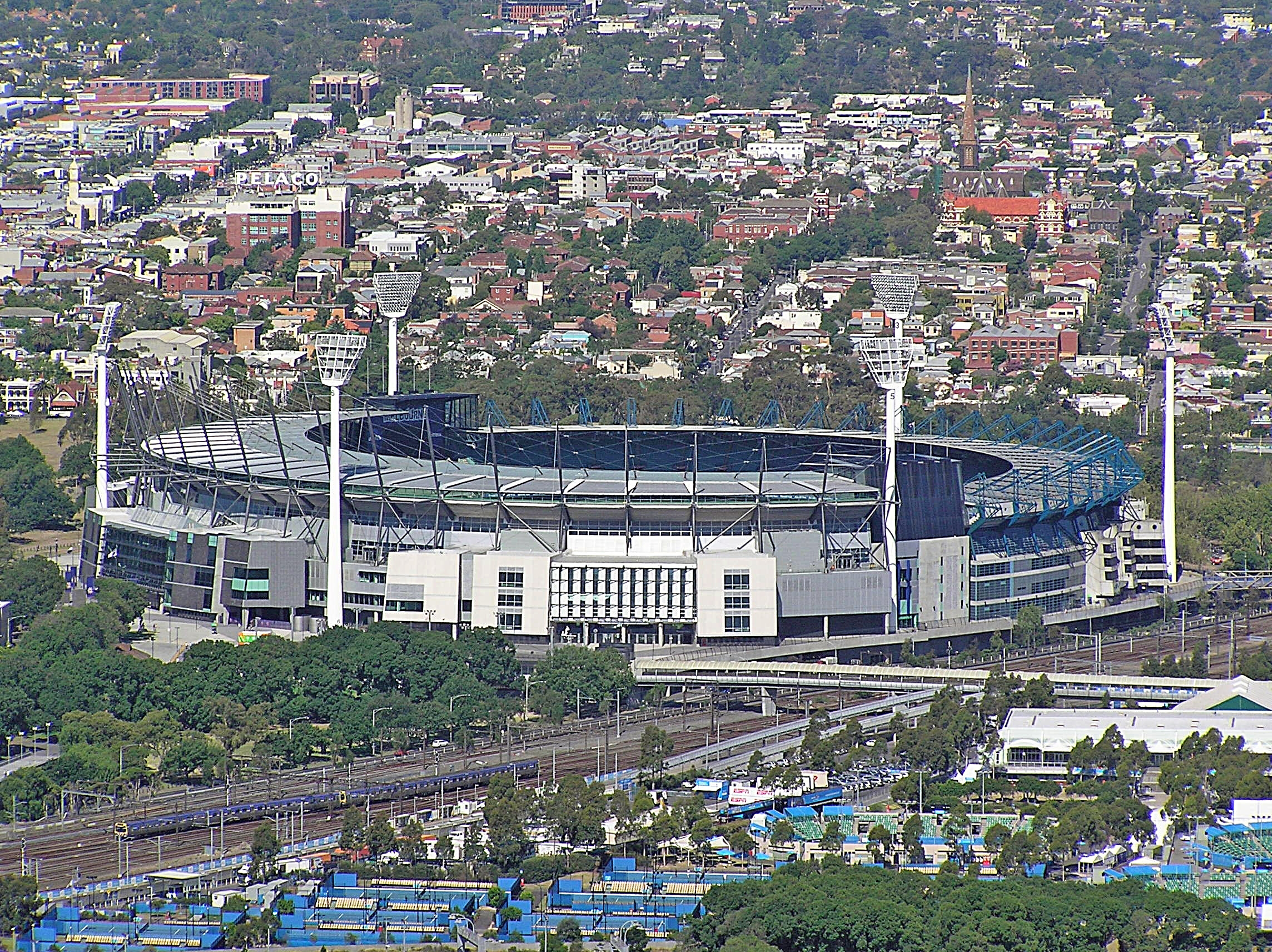
Melbourne Cricket Ground, Olympiastadion (hier im Jahr 2008)

Der Weitsprung der Frauen bei den Olympischen Spielen 1956 in Melbourne wurde am 27. November 1956 im Melbourne Cricket Ground ausgetragen. Neunzehn Athletinnen nahmen teil.
Olympiasiegerin wurde die Polin Elżbieta Krzesińska. Sie gewann vor der US-Amerikanerin Willye White und Nadeschda Chnykina aus der Sowjetunion.
Schweizer und österreichische Athletinnen nahmen nicht teil. Zwei deutsche Springerinnen konnten sich für das Finale qualifizieren. Erika Fisch erreichte dort Rang vier, Helga Hoffmann wurde Zehnte.

## Rekorde

### Bestehende Rekorde
| Weltrekord         | Elżbieta Krzesińska ( Polen)  | 6,35 m | Budapest, Ungarn             | 20. August 1956 |
| Olympischer Rekord | Yvette Williams ( Neuseeland) | 6,24 m | Finale OS Helsinki, Finnland | 23. Juli 1952   |

### Rekordverbesserung / -egalisierung
Die polnische Olympiasiegerin Elżbieta Krzesińska verbesserte den bestehenden olympischen Rekord um elf Zentimeter auf 6,35 m. Damit egalisierte sie gleichzeitig ihren eigenen Weltrekord.

## Durchführung des Wettbewerbs
Neunzehn Athletinnen traten am 27. November zu einer Qualifikationsrunde an. Genau zwölf Wettbewerberinnen – hellblau unterlegt – übertrafen die geforderte Qualifikationsweite von 5,70 m. Damit musste das Finalfeld, für das eine Mindestzahl von zwölf Teilnehmerinnen vorgesehen war, nicht weiter aufgefüllt werden. Alle qualifizierten Springerinnen nahmen am Nachmittag desselben Tages am Finale teil. Die in der Qualifikationsrunde erzielten Resultate wurden für den weiteren Wettkampfverlauf nicht mitgewertet. Im Finale standen jeder Teilnehmerin zunächst drei Versuche zu. Die besten sechs Springerinnen konnten dann weitere drei Sprünge machen.

## Zeitplan
27. November, 10;00 Uhr: Qualifikation

27. November, 16;05 Uhr: Finale
Anmerkung: Alle Zeiten sind als Ortszeit von Melbourne angegeben. (UTC + 10)

## Legende
Kurze Übersicht zur Bedeutung der Symbolik – so üblicherweise auch in sonstigen Veröffentlichungen verwendet:
| – | verzichtet |
| x | ungültig   |

## Qualifikation
Datum: 27. November 1956, 10:00 Uhr
| Platz | Name                  | Nation         | 1. Versuch | 2. Versuch | 3. Versuch | Weite  |
| ----- | --------------------- | -------------- | ---------- | ---------- | ---------- | ------ |
| 1     | Elżbieta Krzesińska   | Polen          | 6,13 m     | –          | –          | 6,13 m |
| 2     | Willye White          | USA            | 6,00 m     | –          | –          | 6,00 m |
| 3     | Nadeschda Chnykina    | Sowjetunion    | 5,95 m     | –          | –          | 5,95 m |
| 4     | Walentina Schaprunowa | Sowjetunion    | 5,86 m     | –          | –          | 5,86 m |
| 5     | Nancy Borwick         | Australien     | 5,80 m     | –          | –          | 5,80 m |
| 5     | Maria Kusion-Bibro    | Polen          | 5,80 m     | –          | –          | 5,80 m |
| 7     | Marthe Lambert        | Frankreich     | 5,79 m     | –          | –          | 5,79 m |
| 7     | Beverly Weigel        | Neuseeland     | 5,79 m     | –          | –          | 5,79 m |
| 9     | Erika Fisch           | Deutschland    | 5,78 m     | –          | –          | 5,78 m |
| 10    | Olga Gyarmati         | Ungarn         | 5,76 m     | –          | –          | 5,76 m |
| 11    | Helga Hoffmann        | Deutschland    | 5,73 m     | –          | –          | 5,73 m |
| 12    | Genowefa Minicka      | Polen          | 5,72 m     | –          | –          | 5,72 m |
| 13    | Yoshie Takahashi      | Japan          | 5,66 m     | x          | 5,68 m     | 5,68 m |
| 14    | Erica Willis          | Australien     | x          | 5,57 m     | 5,64 m     | 5,64 m |
| 15    | Thelma Hopkins        | Großbritannien | 5,56 m     | 5,13 m     | 5,59 m     | 5,59 m |
| 16    | Margaret Johnson      | Australien     | 5,38 m     | 5,50 m     | 5,59 m     | 5,59 m |
| 17    | Dorothy Kozak         | Kanada         | 5,40 m     | 5,41 m     | 5,50 m     | 5,50 m |
| 18    | Margaret Matthews     | USA            | x          | x          | 5,12 m     | 5,12 m |
| NM    | Sheila Hoskin         | Großbritannien | x          | x          | x          | ogV    |
| DNS   | Reinelde Knapp        | Österreich     |            |            |            |        |
| DNS   | Maureen Rever         | Kanada         |            |            |            |        |
| DNS   | Galina Popowa         | Sowjetunion    |            |            |            |        |

## Finale
Datum: 27. November 1956, 16:05 Uhr
| Platz | Name                  | Nation      | 1. Versuch | 2. Versuch    | 3. Versuch | 4. Versuch                                     | 5. Versuch                                     | 6. Versuch                                     | Endresultat | Anmerkung |
| ----- | --------------------- | ----------- | ---------- | ------------- | ---------- | ---------------------------------------------- | ---------------------------------------------- | ---------------------------------------------- | ----------- | --------- |
| 1     | Elżbieta Krzesińska   | Polen       | 6,20 m     | 6,35 m WRe/OR | x          | x                                              | 6,02 m                                         | 5,98 m                                         | 6,35 m      | WRe / OR  |
| 2     | Willye White          | USA         | 5,96 m     | 5,91 m        | 6,06 m     | 5,95 m                                         | 5,96 m                                         | 6,09 m                                         | 6,09 m      |           |
| 3     | Nadeschda Chnykina    | Sowjetunion | 6,00 m     | 5,81 m        | x          | 5,91 m                                         | 6,07 m                                         | 5,98 m                                         | 6,07 m      |           |
| 4     | Erika Fisch           | Deutschland | 5,89 m     | 5,62 m        | 5,75 m     | 5,63 m                                         | 5,49 m                                         | x                                              | 5,89 m      |           |
| 5     | Marthe Lambert        | Frankreich  | 5,88 m     | 5,80 m        | 5,78 m     | x                                              | 4,35 m                                         | 5,77 m                                         | 5,88 m      |           |
| 6     | Walentina Schaprunowa | Sowjetunion | 5,85 m     | 5,69 m        | 5,61 m     | 5,52 m                                         | 5,82 m                                         | 5,76 m                                         | 5,85 m      |           |
|       |                       |             |            |               |            |                                                |                                                |                                                |             |           |
| 7     | Beverly Weigel        | Neuseeland  | 5,85 m     | 5,66 m        | 5,68 m     | nicht im Finale der besten sechs Springerinnen | nicht im Finale der besten sechs Springerinnen | nicht im Finale der besten sechs Springerinnen | 5,85 m      |           |
| 8     | Nancy Borwick         | Australien  | 5,71 m     | 5,82 m        | 5,47 m     | nicht im Finale der besten sechs Springerinnen | nicht im Finale der besten sechs Springerinnen | nicht im Finale der besten sechs Springerinnen | 5,82 m      |           |
| 9     | Maria Kusion-Bibro    | Polen       | 5,74 m     | 5,72 m        | 5,79 m     | nicht im Finale der besten sechs Springerinnen | nicht im Finale der besten sechs Springerinnen | nicht im Finale der besten sechs Springerinnen | 5,79 m      |           |
| 10    | Helga Hoffmann        | Deutschland | 5,73 m     | 5,70 m        | 5,58 m     | nicht im Finale der besten sechs Springerinnen | nicht im Finale der besten sechs Springerinnen | nicht im Finale der besten sechs Springerinnen | 5,73 m      |           |
| 11    | Olga Gyarmati         | Ungarn      | 5,66 m     | 5,45 m        | 5,63 m     | nicht im Finale der besten sechs Springerinnen | nicht im Finale der besten sechs Springerinnen | nicht im Finale der besten sechs Springerinnen | 5,66 m      |           |
| 12    | Genowefa Minicka      | Polen       | x          | 5,64 m        | 5,62 m     | nicht im Finale der besten sechs Springerinnen | nicht im Finale der besten sechs Springerinnen | nicht im Finale der besten sechs Springerinnen | 5,64 m      |           |

Zwölf der neunzehn Teilnehmerinnen schafften den Sprung ins Finale.
Schon mit dem ersten Finalversuch – 6,20 m – setzte sich die Polin Elżbieta Krzesińska an die Spitze. Im zweiten Durchgang stellte sie mit 6,35 m ihren eigenen Weltrekord ein. Die US-Springerin Willye White erzielte mit ihrem dritten Sprung 6,06 m und lag damit zunächst auf dem zweiten Platz.
Die sowjetische Athletin Walentina Schaprunowa und die Neuseeländerin Beverly Weigel hatten als Bestweite nach drei Versuchen jeweils 5,85 m stehen. Für sie ging es um die Teilnahme am Finale der besten sechs Springerinnen. Das gelang Schaprunowa aufgrund ihrer besseren zweitbesten Weite gegenüber Weigel. Es entschied allerdings nur ein Zentimeter über das Weiterkommen der Sowjetrussin: 5,69 m gegenüber 5,68 m.
Der Kampf um die Medaillen setzte sich in den letzten drei Versuchen spannend fort. Krzesińska hatte sich mit ihrem Weltrekordsprung Gold gesichert. Die sowjetische Athletin Nadeschda Chnykina, lag nach der vierten Runde mit genau sechs Metern auf Rang drei. Im fünften Versuch gelang ihr eine Verbesserung auf 6,07 m, womit sie die US-Amerikanerin Willye White um einen Zentimeter überflügelte und nun auf dem zweiten Platz lag. Doch im letzten Versuch konterte White mit 6,09 m. Damit waren auch die Silber- und Bronzemedaille vergeben.
Platz vier belegte mit 5,89 m die Deutsche Erika Fisch, die gehandicapt durch eine Verletzung angetreten war.

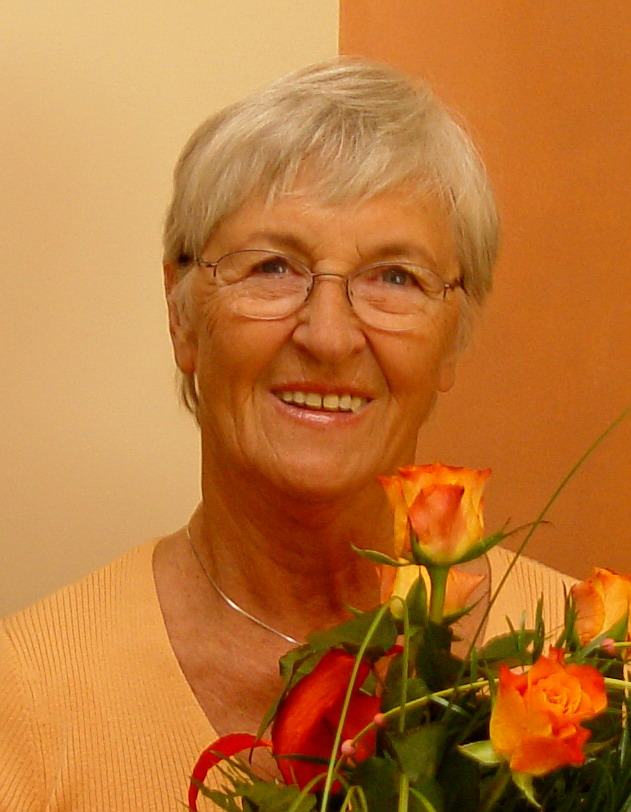
Olympiasiegerin Elżbieta Krzesińska (hier im Jahr 2008) egalisierte ihren eigenen Weltrekord
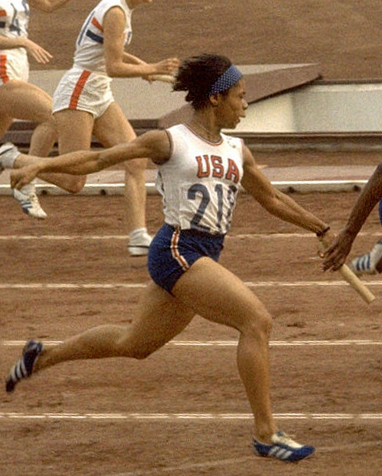
Silber gewainn Willye White (hier als Staffelläuferin bei den Spielen 1964)
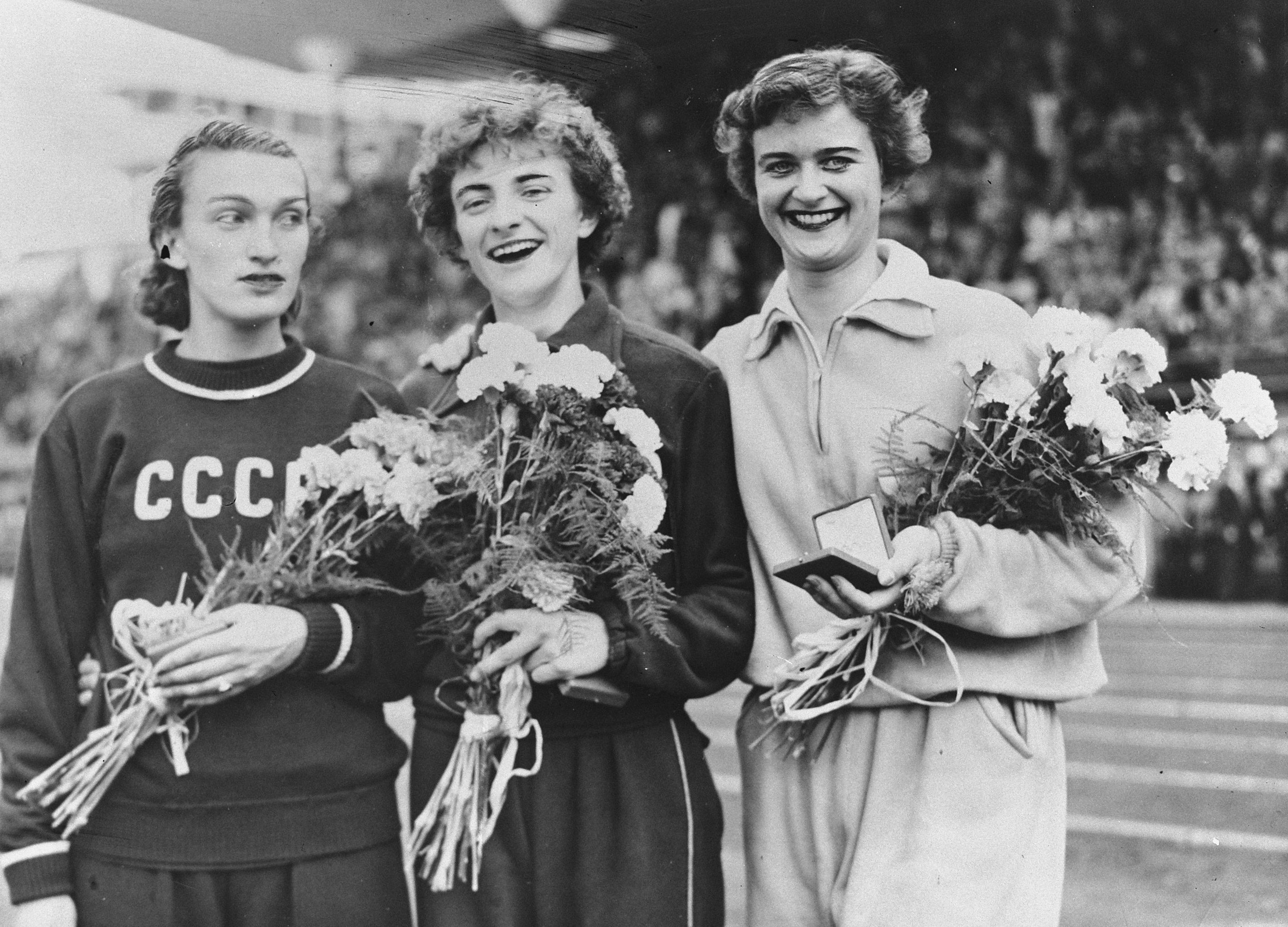
Bronzemedaillengewinnerin Nadeschda Chnykina (auf dem Foto ganz links nach Bronze über 200 Meter bei den Spielen 1952)

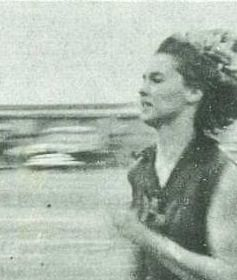
Die siebtplatzierte Beverly Weigel
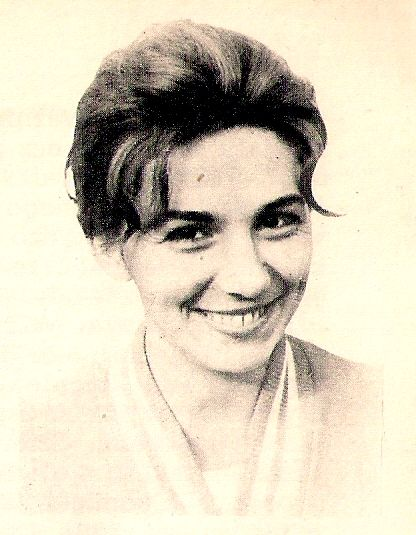
Rang neun für Maria Kusion-Bibro

## Videolinks
- Melbourne 1956 Official Olympic Film - Part 4 | Olympic History, Bereich: 4:42 min bis 5:31 min, youtube.com, abgerufen am 20. August 2021